# Krystju Krystew
Krystju Krystew, bułg. Кръстю Кръстев (ur. 25 listopada 1956 w Pazardżiku) – bułgarski aktor teatralny, dyrektor teatrów, w latach 2023–2024 minister kultury.

## Życiorys
Z zawodu aktor teatralny, wystąpił w różnych przedstawieniach. W 1983 ukończył studia w instytucie teatralnym i filmowym WITIZ „Krystjo Sarafow”. Początkowo pracował w teatrze lalek w rodzinnej miejscowości. Później związany z teatrem dramatycznym w Smolanie, w 1998 został jego dyrektorem i kierownikiem artystycznym. W 2010 powołany na dyrektora teatru dramatycznego w Płowdiwie. W czerwcu 2023 objął urząd ministra kultury w rządzie Nikołaja Denkowa. Stanowisko to zajmował do kwietnia 2024.